# Margot Béziat
Pour les articles homonymes, voir Béziat.
Margot Béziat, née le 30 juillet 2001, est une céiste française. 

## Carrière
Aux Championnats du monde de descente 2018 à Muotathal, elle est médaillée d'or en C1 sprint par équipe et médaillée de bronze en C1 classique par équipe et en C2 classique. Elle est médaillée d'or en C1 sprint par équipe et en C2 sprint aux Championnats du monde de descente 2019 à La Seu d'Urgell.

## Palmarès

### 2023
- Championnats du monde de descente de canoë-kayak 2023 à Augsbourg (Allemagne)
  -  Médaille d'or en C1 sprint par équipe
  -  Médaille d'or en C2 sprint avec Elsa Gaubert
- Championnats d'Europe de descente de canoë-kayak 2023 à Skopje (Macédoine du Nord)
  -  Médaille d'or en C2 sprint avec Elsa Gaubert

### 2022
Championnats du Monde sénior (Treignac - FRANCE) :
- 5e en course individuelle C1 sprint
- 5e en course individuelle C1 classique

Championnats d' Europe -23 ans (Banja Luka- BOSNIE) :
- 5e en course individuelle C1 sprint
- 6e en course individuelle C1 classique
- Vice Championnes d'Europe par équipe en C1 sprint
- Vice Championnes d'Europe par équipe en C1classique

### 2021
Coupe du monde Sénior (Treignac - FRANCE) :
- 5e en course individuelle C1 classique
- 6e en course individuelle C1 sprint
- 5e en course individuelle C1 mass start

### 2019
Championnats du monde Junior (Banja Luka - BOSNIE) :
- 4e en course individuelle C1 classique
- 3e en course par équipe C1 sprint

Championnats du monde Sénior (La Seu D'Urgell - ESPAGNE) :
- Championne du Monde en course par équipe sprint
- 9e en course individuelle C1 sprint
- Championne du Monde en C2 sprint (avec Elsa GAUBERT)

### 2018
Championnats d'Europe Junior (Skopje - MACEDOINE) :
- Championne d’Europe en C2 sprint (avec Elsa GAUBERT)
- Vice championne d’Europe en course par équipe classique
- 3e en course par équipe C1 sprint

Championnats du monde sénior (Muotathal - SUISSE) :
- 3e en course par équipe sprint et classique